# Joseph Hyrtl

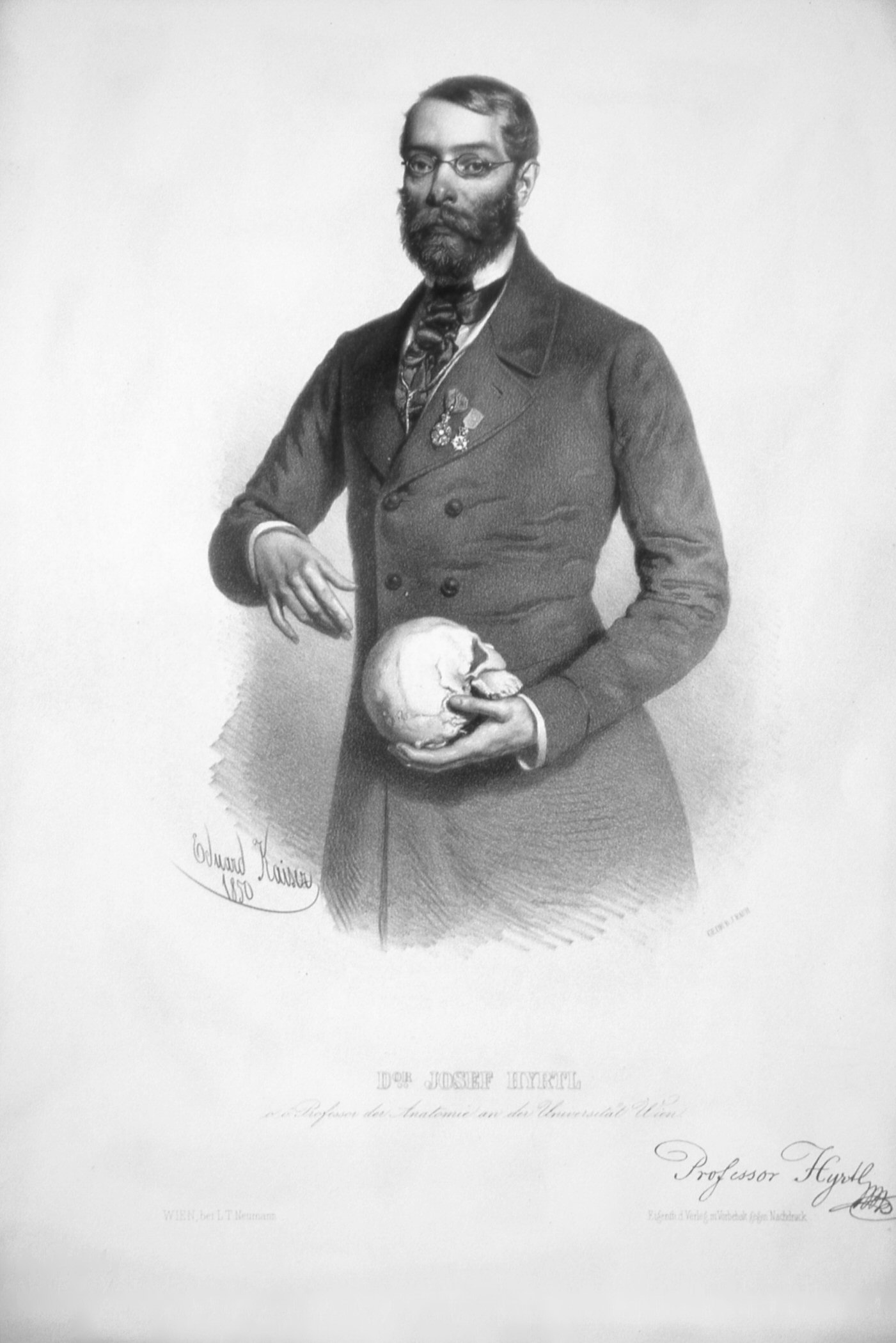
Josef Hyrtl, Lithographie von Eduard Kaiser, 1850

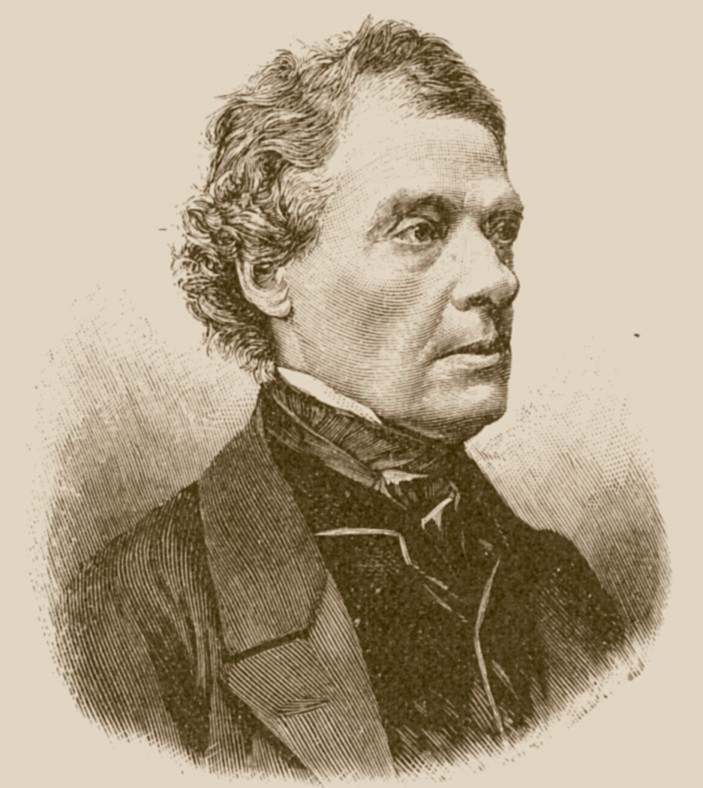
Josef Hyrtl

Joseph Hyrtl bzw. Josef Hyrtl (* 7. Dezember 1810 in Eisenstadt; † 17. Juli 1894 in Perchtoldsdorf bei Wien) war ein österreichisch-ungarischer Anatom, der durch vergleichend-anatomische Studien, Anfertigung von Injektionspräparaten, als Terminologe und Begründer der internationalen Anatomischen Nomenklatur bekannt wurde. Er war Professor der Anatomie in Prag und Wien sowie ein Förderer der topographischen Anatomie.

## Leben
Joseph Hyrtl wurde in Eisenstadt (im damaligen Ungarn) geboren. Sein Vater Jacob (1768–1852) war Oboist in der Fürstlich Esterhazyschen Hofkapelle in Eisenstadt, ab 1813 dann beim Orchester des späteren Carl-Theaters in Wien. Seine Mutter Franziska Theresia Löger (1768–1842), war eine Tochter des Bildhauers Simon Löger. Hyrtl kam vorerst als Sängerknabe nach Wien. Er begann seine medizinischen Studien in Wien 1831. Da seine Eltern nicht sehr bemittelt waren, musste er Geldmittel für die medizinische Ausbildung finden.
Während er Medizinstudent war, erregte er die Aufmerksamkeit von Professoren und Studenten und wurde 1833 zum Prosektor der Anatomie ernannt. 1835 erfolgte seine Promotion. Er wurde Assistent von Joseph Julius Czermak und später auch Museumsdirektor. Er gab Kurse in Anatomie für Studenten und in Praktischer Anatomie für Physiologen.
1837 wurde er mit 26 Jahren ordentlicher Professor für Anatomie an der Karls-Universität Prag. Dort war er sehr angesehen und schrieb auch Bücher, die in viele Sprachen übersetzt wurden. 1845 ging er als Ordinarius für Anatomie nach Wien. Fünf Jahre später schrieb er das Handbuch Topographischer Anatomie, das weltweit zu einem der wichtigsten Lehrbücher an medizinischen Schulen wurde. Besonders widmete er sich der vergleichenden Anatomie, speziell des Innenohres der Säugetiere. Zu seinen Schülern gehörte der italienische Anatom Alfonso Corti. 1850 begründete Hyrtl in Wien das Museum für vergleichende Anatomie. Auch das von Gerard van Swieten im Jahr 1745 gegründete Museum für menschliche Anatomie baute er aus. Viele anatomische Museen weltweit versorgte er mit Präparaten, die er unter Anwendung von Korrosions- und Injektionstechniken (insbesondere als mikroskopische Injektionspräparate) gewann. Die Korrosionspräparate wurden (als „Bijoux anatomiques“) ein weltweiter kommerzieller Erfolg.
In den fünfziger Jahren kam es zum Streit mit Ernst Wilhelm von Brücke (1819–1892), da Hyrtl die Vorrangstellung der Morphologie vor der Physiologie behauptete.
Im Jahr 1856 wurde Hyrtl zum Mitglied der Leopoldina und 1859 zum korrespondierenden Mitglied der Göttinger Akademie der Wissenschaften gewählt. 1860 wurde er in die American Philosophical Society aufgenommen. 1864 wurde er anlässlich des 500-jährigen Bestehens der Wiener Universität zum Rektor ernannt, weil er die Universität als berühmtester Professor vertreten sollte. Seine Inaugurationsrede über Die materialistische Weltanschauung unserer Zeit erregte großes Aufsehen. Seit 15. Jänner 1857 war er korrespondierendes Mitglied der Berliner Akademie der Wissenschaften. Im Dezember 1859 wurde er als korrespondierendes Mitglied in die Russische Akademie der Wissenschaften in Sankt Petersburg aufgenommen.
In den 1860er Jahren lernte er die deutsche Dichterin Auguste Maria Conrad, geborene Freifrau von Gaffron-Oberstradam, kennen. Sie bezeichnete sich 1869 bereits als seine Frau, obwohl sie damals noch mit Heinrich Conrad verheiratet war. Erst nach dem Tod Conrads konnten die beiden im Jahr 1870 in Wien-Alsergrund heiraten.
Im Jahr 1874 legte er wegen zunehmender Sehschwäche sein Lehramt nieder und zog sich mit seiner Frau in das Haus in Perchtoldsdorf zurück. Im Südturm der Burg Perchtoldsdorf richtete er sich ein Studierzimmer ein. Dort setzte er seine Forschungstätigkeit bis zu seinem Tod fort. Hyrtls Nachfolger wurde Karl Langer.
Der Universität schenkte er einen Geldbetrag von 40000 Gulden, aus dessen Zinsertrag pro Jahr vier Studenten unterstützt werden sollten. Hyrtl und seine Familie pflegten in Wien den Göttinger Prosektor Ludwik Teichmann, als dieser an Typhus erkrankt war, und Hyrtl unterstützte ihn bei dessen weiterer Karriere als Anatom und Physiologe.
Am 17. Juli 1894 wurde Hyrtl tot in seinem Bett gefunden. Sein Vermögen hatte er wohltätigen Zwecken zukommen lassen, so wurden in Mödling in Niederösterreich eine Kirche errichtet und das Hyrtl’sches Waisenhaus finanziert, das in der Folge auch seinen Namen trug. Einen Teil seines Vermögens hatte er einer Kinderbewahranstalt in Perchtoldsdorf vermacht. Seine mitfühlende Natur kommt auch in der Anekdote zum Ausdruck: Ein Mediziner wollte entdeckt haben, dass Kaninchen auch ganz ohne Nahrungsaufnahme an Gewicht zunehmen können. Als man die Sache aber näher untersuchte, kam auf, dass Hyrtl die Tiere aus Mitleid immer am Morgen heimlich gefüttert hatte.
Sein Bruder Jakob Hyrtl (1799–1868) war ein bekannter Wiener Kupferstecher, der den angeblichen Schädel Mozarts seinem Bruder Josef vermachte. Josef Hyrtl untersuchte den Schädel und vermachte ihn seinerseits der Stadt Salzburg.

## Auszeichnungen
Am 5. Dezember 1890 ernannte die Gesellschaft der Ärzte in Wien Joseph Hyrtl zum Ehrenmitglied.

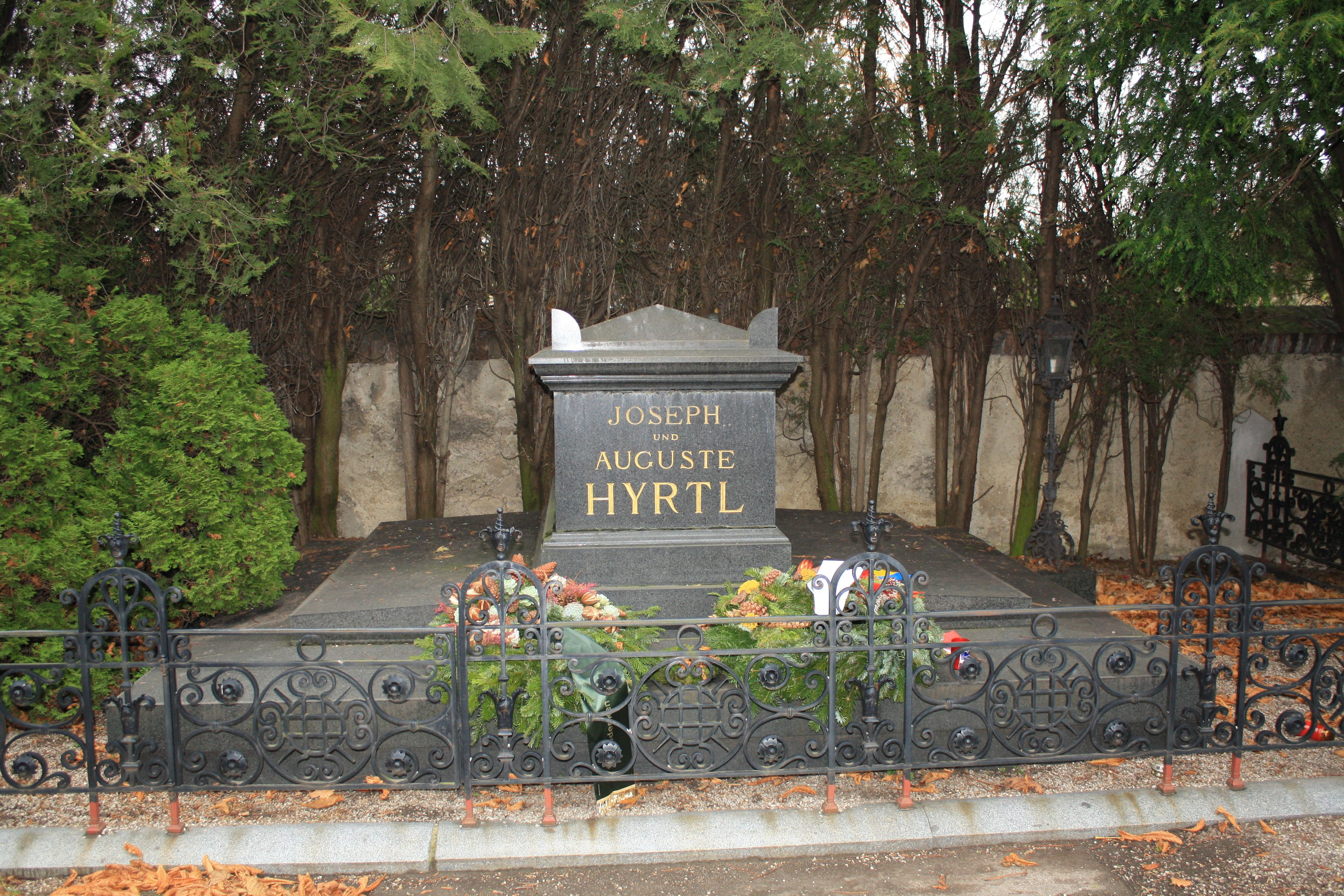
Grabmal am Perchtoldsdorfer Friedhof

Begraben ist Joseph Hyrtl in einem Ehrengrab des Perchtoldsdorfer Friedhofs (Gruft R 89-91). In Wien-Ottakring (16. Bezirk) wurde die Hyrtlgasse nach ihm benannt.
Er war Ehrenmitglied des Akademischen Lesevereins in Wien und der Lese- und Redehalle der deutschen Studenten in Prag.

## Zitate

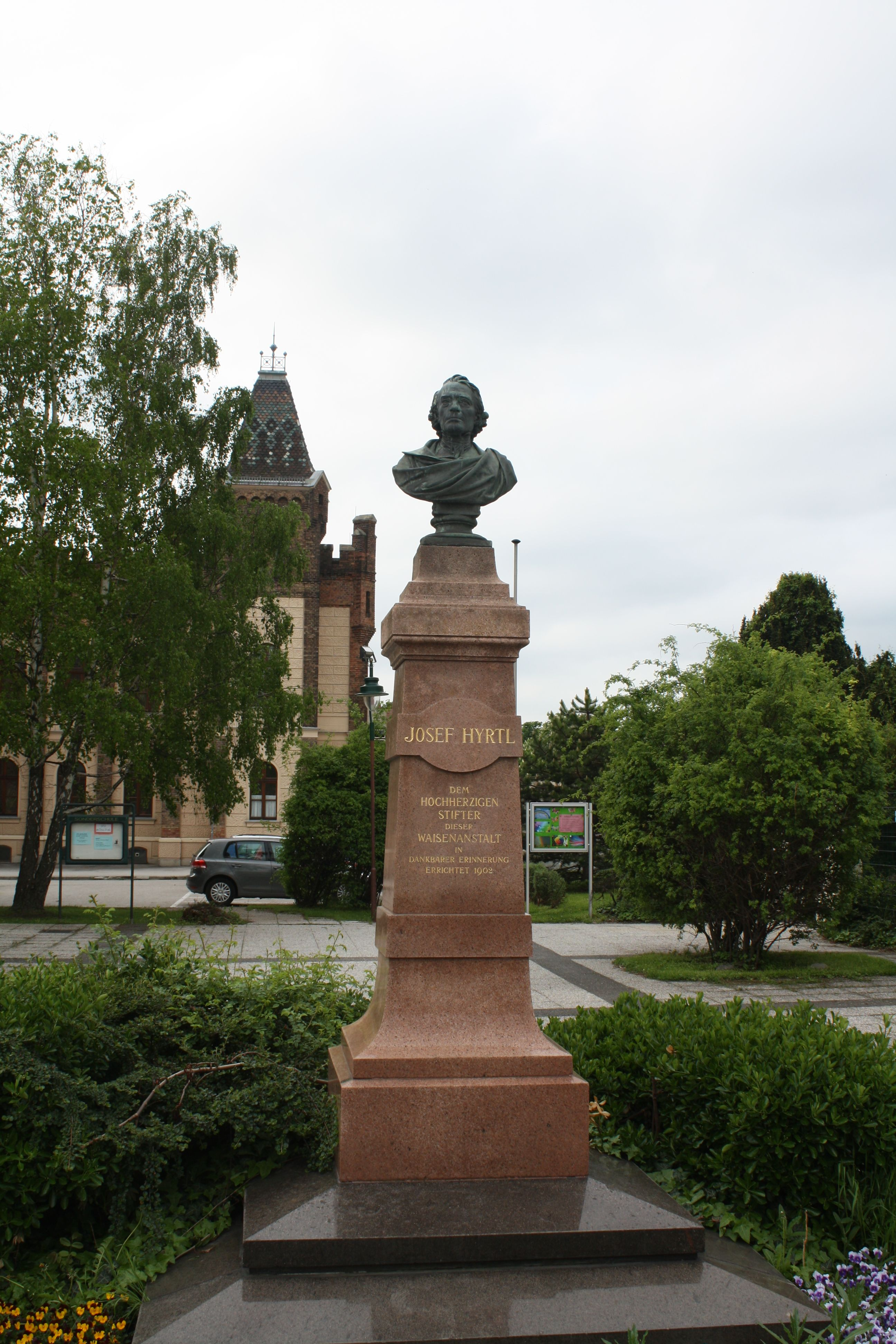
Hyrtl-Denkmal in Mödling vor dem von ihm gestifteten Waisenhaus

„Wer flink und gut seciren gelernt hat, ist ein guter Anatom, –
wer Schwieriges mit Leichtigkeit vollführt, ist ein geschickter Anatom, –

wer bei seiner Arbeit denkt, und sich Aufgaben zu stellen weiß, ist ein wissenschaftlicher, – und wer da weiß, wie die Anatomie das geworden, was sie gegenwärtig ist, der verdient es allein, ein gelehrter Anatom genannt zu werden.“ (1846)
„Was in den Vorlesungen gezeigt wird, muss sich unter den Händen des Lehrers entwickeln, nicht schon fertig zur Schau gestellt werden, damit der Schüler auch mit der Methode des Zergliederns und der anatomischen Technik bekannt gemacht werde“ (1846)

## Schriften

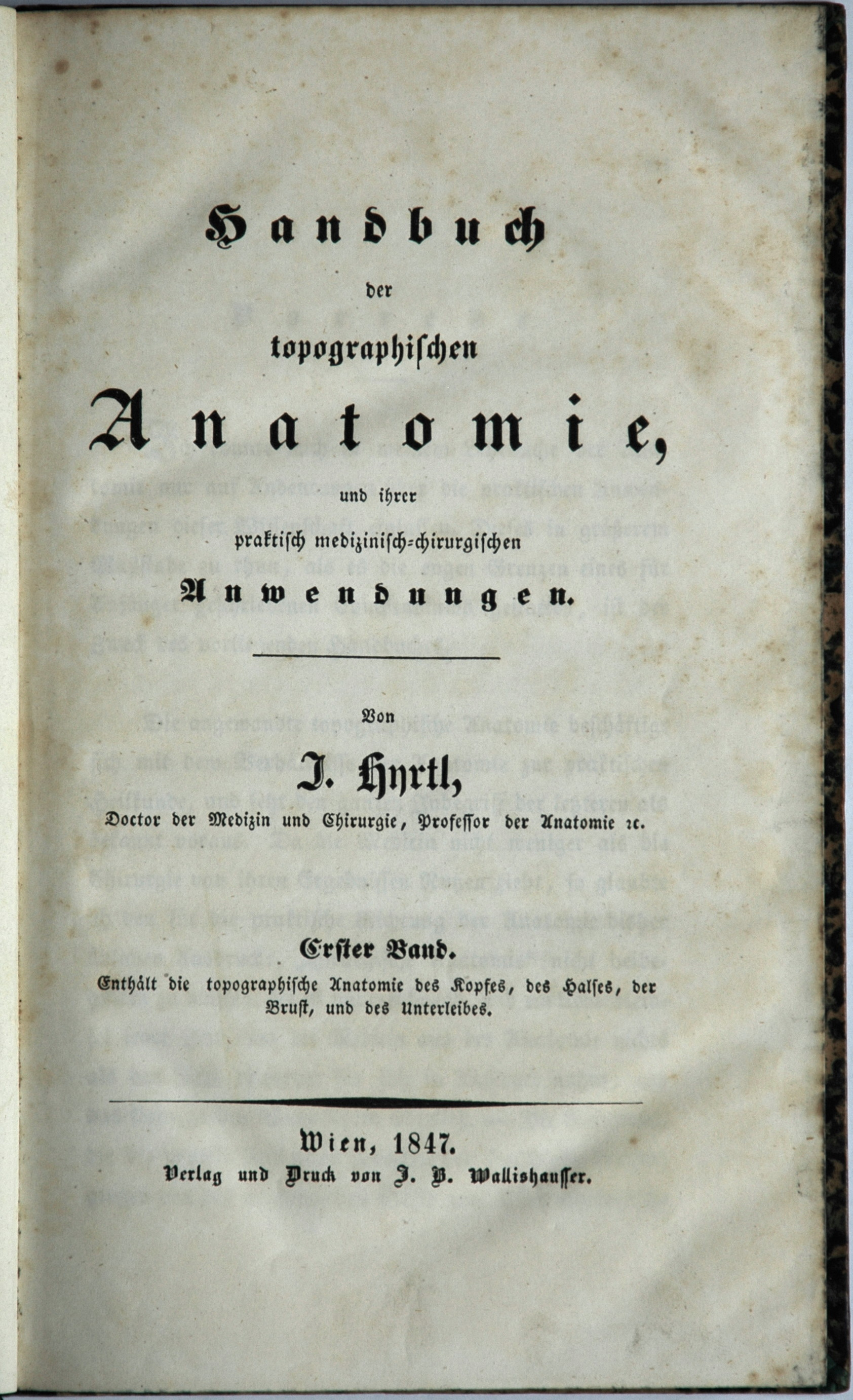
Titelblatt des Erstdruckes

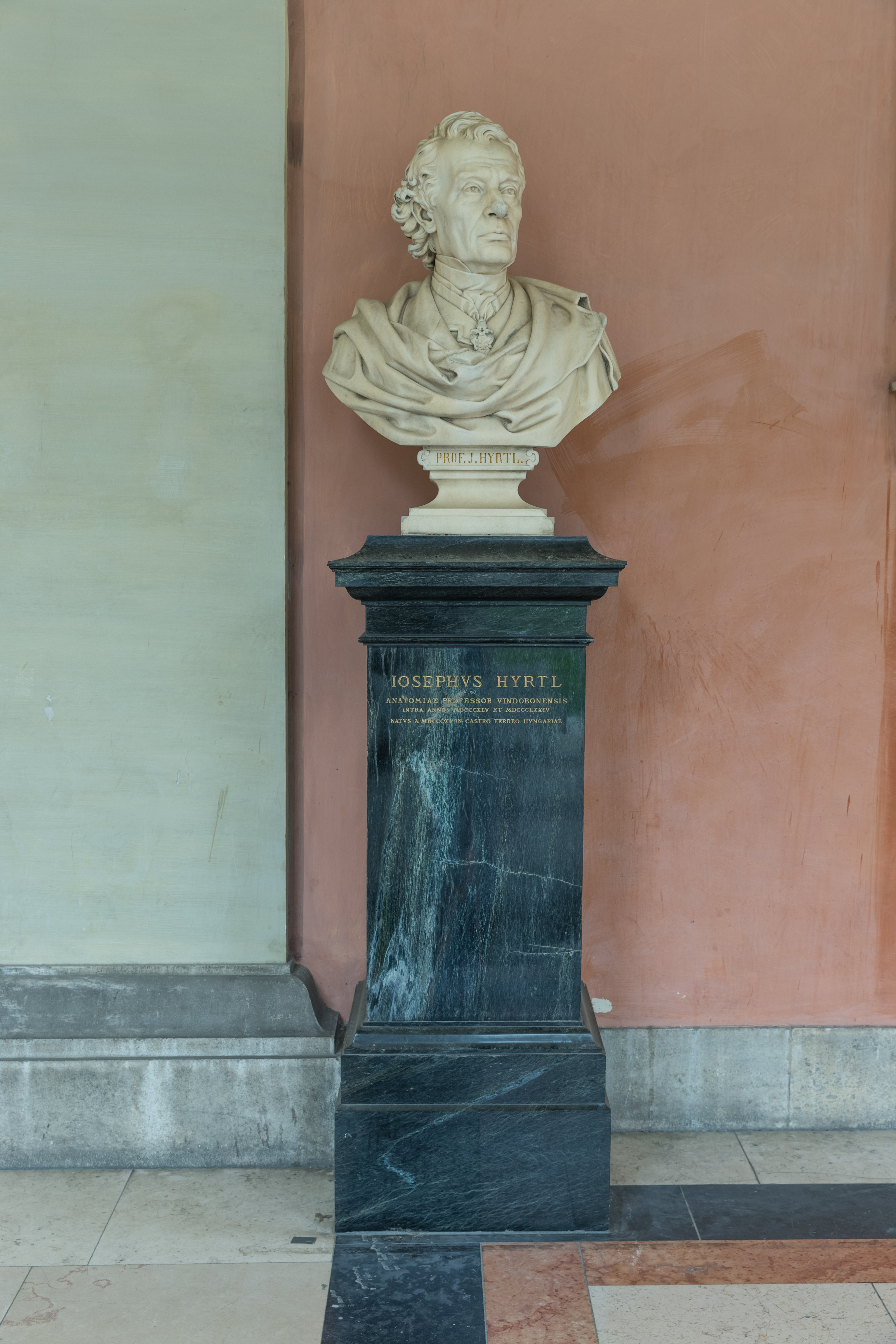
Büste (Marmor) von Joseph Hyrtl im Arkadenhof der Universität Wien, geschaffen von Johann Kalmsteiner (1845-1897), enthüllt 1889. Das einzige Denkmal im Arkadenhof, welches noch zu Lebzeiten des Wissenschaftlers enthüllt wurde.

- Vergleichend-anatomische Untersuchungen über das innere Gehörorgan des Menschen und der Säugethiere. Friedrich Ehrlich, Prag 1845. (Digitalisat)
- Lepidosiren paradoxa. Monographie. Friedrich Ehrlich, Prag 1845. (Digitalisat)
- Lehrbuch der Anatomie des Menschen. Prag 1846.
- Handbuch der topographischen Anatomie. Wallishauser, Wien 1847. (Digitalisat Band 1), (Band 2)
- Handbuch der Zergliederungskunst. Braumüller, Wien 1860. (Digitalisat)
- Vergangenheit und Gegenwart des Museums für menschliche Anatomie an der Wiener Universität. Braumüller, Wien 1869. (Digitalisat)
- Die Corrosions-Anatomie und ihre Ergebnisse. Braumüller, Wien 1873. (Digitalisat)
- Das Arabische und Hebräische in der Anatomie. Wien 1879; Neudruck Wiesbaden 1966.
- Onomatologia anatomica. Geschichte und Kritik der anatomischen Sprache der Gegenwart. Wien 1880; Neudruck, mit einem Vorwort von Karl-Heinz Weimann, Hildesheim und New York 1970.
- Die alten deutschen Kunstworte der Anatomie. Wien 1884; Neudruck München 1966.

## Stiftung
Hyrtl stiftete anlässlich seines Todes ein beträchtliches Vermögen an Waisen und Bedürftige mit den Stiftungsbriefen aus den Jahren 1888 und 1892. Der größte Teil der Stiftung, der auch schon vor seinem Tod zum Tragen kam, floss in den Bau des Hyrtl'schen Waisenhauses in Mödling. Aber auch weitere Liegenschaften in Mödling und eine in Perchtoldsdorf gehören zum Stiftungsvermögen. Die Stiftung wurde vom Land Niederösterreich übernommen und seither verwaltet und auch vom NÖ Landesrechnungshof geprüft.
Ziel der Stiftung war und ist es, Waisen und Bedürftige mit österreichischer Staatsbürgerschaft, die in einer niederösterreichischen Gemeinde wohnen, vorwiegend aus dem Raum Mödling, zu unterstützen.
Ein Teil seiner Bibliothek befindet sich im Thonetschlössl mit dem darin beheimateten Heimatmuseum Mödling. Darunter befinden sich Werke wie der Opus chirurgicum von Paracelsus, die im Internet abrufbar sind.

## Würdigungen
- Josef Hyrtl – Anatom und Wohltäter, Sonderausstellung ab 7. Oktober 2010 im Museum Mödling, Josef Deutschplatz 2, kuratiert von Ferdinand Stangler[19]
- Hyrtl-Bibliothek im Museum Mödling, Fach- und alte Bücher gesammelt von Hyrtl
- Hyrtl finanzierte über Vermittlung von Bürgermeister Josef Schöffel eine Stiftung für ein Hyrtl’sches Waisenhaus in Mödling. Heute (2010) sind die Hyrtl-Volksschule, weitere Schulen und eine Behindertenwerkstätte darin untergebracht.
- Im Jahr 2019 wurden Bestrebungen bekannt, Hyrtl selig zu sprechen. Beteiligt ist neben der Pfarre St. Othmar in Mödling auch Bürgermeister Hintner.[20]